# René Lafon
 (juillet 2018).
Si vous disposez d'ouvrages ou d'articles de référence ou si vous connaissez des sites web de qualité traitant du thème abordé ici, merci de compléter l'article en donnant les références utiles à sa vérifiabilité et en les liant à la section « Notes et références ».
René Lafon, né le 4 août 1899  à Mérignac et mort le 4 février 1974 à Arcachon, est un linguiste, Docteur ès lettres, spécialiste de la langue basque, philologue, écrivain français.

## Biographie
René Lafon fait ses études secondaires au lycée de Bordeaux. Il est bachelier en 1915 à l'École normale supérieure de la rue Ulm et obtient une licence en philosophie à la Sorbonne en 1917. Avec la guerre, René Lafon est mobilisé en août 1917 et effectue un séjour de deux mois dans le 32° R.A.C., et réintègre immédiatement l'École normale supérieure. En 1918, il fait des études supérieures de philosophie. Le 1er juillet de la même année, il repart au 32º R.A.C. et est nommé maréchal des logis par décret ministériel. René Lafon prend part à la fin de la guerre de 1914-1918 mais ne retourne pas ensuite à l'École normale supérieure jusqu'à 1919. 
En 1920, René Lafon entre à l'École militaire d'artillerie, puis il est démobilisé en 1921. Il est immédiatement nommé professeur de philosophie au lycée d'Alençon où il exerce une charge de cours pendant deux années, et part ensuite pour le lycée de Pau, où il exerce son professorat pendant une dizaine années (1923-1933). Il y commence son étude de l'euskara. Du lycée de Pau, il passe au Lycée Michel-Montaigne de Bordeaux durant une période de quatre années (1933-1937). 
En 1937, René Lafon effectue la charge de trésorier à la Caisse de recherche scientifique et comme représentant des recherches au Centre national de la recherche scientifique pour la rédaction de thèses de doctorat. En 1924, il est mobilisé de nouveau, puis décoré de la croix de guerre. Le 23 juin 1940, René Lafon est fait prisonnier à Bainville (Meurthe-et-Moselle) où il fait la connaissance de quelques Basques qui lui fournissent des données sur les variétés dialectales. Le 16 août 1941, il est libéré et son contact avec les bascophones s'intensifie tous les étés en Soule. 
Entre les années 1941 et 1943, René Lafon termine la rédaction de ses thèses Le système du verbe basque au XVIe siècle et Le système des formes verbales à auxiliaire dans les principaux textes basques du XVIe siècle qu'il défend à la Sorbonne en 1944. Ces deux œuvres, publiées par l'université de Bordeaux, méritent le «Prix Volney». René Lafon part au lycée d'Arcachon pour des raisons de santé, détériorée par la guerre et son séjour de prisonnier. Il s'occupe de cours complémentaires à l'université de Bordeaux. En 1948, le ministre de l'éducation nationale décide de créer une chaire de Langue et littérature basques à la Faculté des lettres de Bordeaux en 1949. Depuis lors, pendant vingt années, René Lafon se consacrera à l'enseignement jusqu'au 30 septembre 1969. 
Son travail comme linguiste et philologue est reconnu par tous. En 1953 l'Académie de la langue basque ou Euskaltzaindia, le nomme académicien en reconnaissance de ses travaux scientifiques. En 1964, il est membre correspondant de l'Académie et pendant toute l'année 1968, René Lafon assumera la présidence de la Société de linguistique de Paris. En 1969, on lui accorde le titre de docteur «honoris causa» de l'Université de l'État de Tbilissi (En Géorgie, l'URSS) par ses études précieuses sur les langues caucasiennes. Sa contribution à la linguistique basque, est de toute évidence, fondamentale, et ses ouvrages sont traduits dans plus d'une centaine de titres et ce, sur des sujets spécialisés.